# HANETO
HANETO（ハネト、1989年8月7日 - ）は、日本の聴覚障害者プロレスラー。聾プロレス所属。

## 来歴
2015年7月、河邑嘉哉にスカウトされ、練習生として闘聾門JAPANに入団。
2016年11月12日、闘聾門JAPAN10周年記念興行でデビュー、シン･デスと対戦する。乱入がありながらもデビュー戦勝利を飾る。しかし同日に闘聾門JAPANの解散が決定し、フリーとなる。
2017年5月、聾プロレスに入団。
2017年9月、トレーナーであるMUWA、河邑嘉哉とそれぞれシングルマッチで対戦するも、敗退。
2017年9月、サワテリオと組み、DEAF-MAXタッグ王座戦に挑戦。ダーク・サワテリオ＆シン・デス組を撃破、第2代目王者となる。またこれが初タイトル獲得となる。
2018年2月、メキシコ遠征を果たす。
2021年2月、聾プロレスを退団。

## 人物
- 生まれつきの聴覚障がい者である。
- 幼少期、父の影響で長州力と橋本真也のIWGP戦を見て新日本プロレスに夢中になり、中学生からはWWEを観るようになる。現在もWWEのファンであり、マクマホンファミリーと対面するのが夢であると語っている。

## 得意技
ラッセ・ラー
タイガードライバーと同様。
ヤー・ヤドー
ブルーサンダーと同様。
ヤッテ・マレ
キャノンボールと同様。

## 獲得タイトル
- DEAF-MAXタッグ王座（2代目）